# Прва југословенска бригада
Прва југословенска бригада у Совјетском Савезу формирана је 1. јуна 1944. године у околини Коломне, од Југословенског самосталног одреда, који је образован у истом месту 23. јануара 1944. године. Бригаду (и одред) су сачињавали:
- Југословени који су као припадници квислиншких формација: 369. легионарске пуковније
- група Срба из Бачке депортована у СССР, од стране Немаца у радне батаљоне
- југословенских економских емиграната из Ирана и
- извесног броја предратних политичких емиграната који су живели у Совјетском Савезу.

При формирању бригада је имала два батаљона са око 1.500 бораца. Национални састав бригаде је био шаролик. Према пуковнику Војмиру Кљаковићу, из Војноисторијског инстита из Београда, национални састав је био следећи:
| - 775 Хрвата - 440 Словенаца - 293 Срба | - 14 Јевреја - 10 Словака - 5 Руса | - 3 Русина - 2 Мађара - 1 Црногорац |

За команданта бригаде постављен је Марко Месић, заробљени домобрански потпуковник, а за политичког комесара Димитрије Георгијевић, шпански борац и члан Комунистичке партије Југославије.

## Борбени пут југословенске бригаде
Обука и опрема бригаде су извођени према совјетским правилима. Руси су прво хтели да бригаду ангажују на Источном фронту, али су касније одлучили да се бригада прикључи јединицама Црвене армије које су наступале ка Србији. После обуке бригада је 29. јула 1944. године напустила Коломну и преко Украјине и Румуније стигла 10. октобра у ослобођене области источне Србије, где је ушла у састав 23. српске дивизије 14. корпуса НОВЈ.
Крајем октобра бригада је пребачена у рејон Чачка, где је од 30. октобра до 2. новембра 1944. године водила тешке борбе са немачким снагама и претрпела знатне губитке. Заједно са 14. српском ударном бригадом и 93. бригадом пешадијске дивизије Црвене армије, на одсеку села Пријевора и Љубића, код Чачка, водила је тешке борбе против немачке групације на левој обали Западне Мораве. Иако су јединице НОВЈ и Црвене армије овладале делом непријатељских положаја, напад није успео због врло јаког отпора немачких снага. У тим борбама бригада је имала 135 мртвих, 234 рањених и 88 несталих бораца.
Краће време, од 10. до 17. новембра, бригада је била под непосредном командом Врховног штаба НОВ и ПОЈ. Од 12. децембра 1944. године пребачена је у Пету крајишку дивизију Првог пролетерског корпуса НОВЈ, са којом се, од 22. децембра па све до средине марта, борила на Сремском фронту.
Марта 1945. године пребачена је у источну Босну, где учествује у борбама за ослобођење Брчког, после чега учествује у гоњењу непријатеља ка Босанском Броду. 10. априла отпочела је форсирање реке Саве, код Брчког и сутрадан је у рејону села Дреноваца ухватила везу с деловима Једанаесте крајишке дивизије.

## Литераутура
- Војна енциклопедија (књига седма). Београд 1974. година